# Werther (Türingia)
Werther település Németországban, azon belül Türingiában. Lakosainak száma 3058 fő (2023. december 31.).

## Népesség
A település népességének változása:
| Lakosok száma | 3249 | 3216 | 3086 | 3050 | 3058 |
|               | 2017 | 2019 | 2021 | 2022 | 2023 |